# Чурилино (посёлок железнодорожного разъезда)
Чурилино — поселок железнодорожного разъезда в Арском районе Татарстана. Входит в состав Старочурилинского сельского поселения.

## География
Находится в северо-западной части Татарстана на расстоянии приблизительно 6 км на запад-юг-запад по прямой от районного центра города Арск у железнодорожной линии Казань-Агрыз.

## История
Основан в 1920-х годах.

## Население
Постоянных жителей было: в 1958 — 45, в 1970 — 34, в 1979 — 39, в 1989 — 33, 21 в 2002 году (русские 43 %, татары 57 %), 11 в 2010.